# DANCE aROUND
『DANCE aROUND』（ダンス アラウンド） は、コナミアミューズメントが開発・販売するアーケードゲーム。2022年3月3日稼働開始。略称は『ダンアラ』。BEMANIシリーズの一つ。キャッチコピーは「みーーーんな踊れるダンスゲーム！」

## 概要
同社がかつて手掛けていたDance Evolutionと同様に、コントローラーを使用せず、筐体の前で踊ることでその動きを検知して判定を行うダンスゲーム。
姿勢検知にはネクストシステムの「VisionPose」を使用している。
ラウンドワンは本作を『MUSIC DIVER』や『CHRONO CIRCLE』と同様のラウンドワン限定タイトルであると発表している。

## 筐体

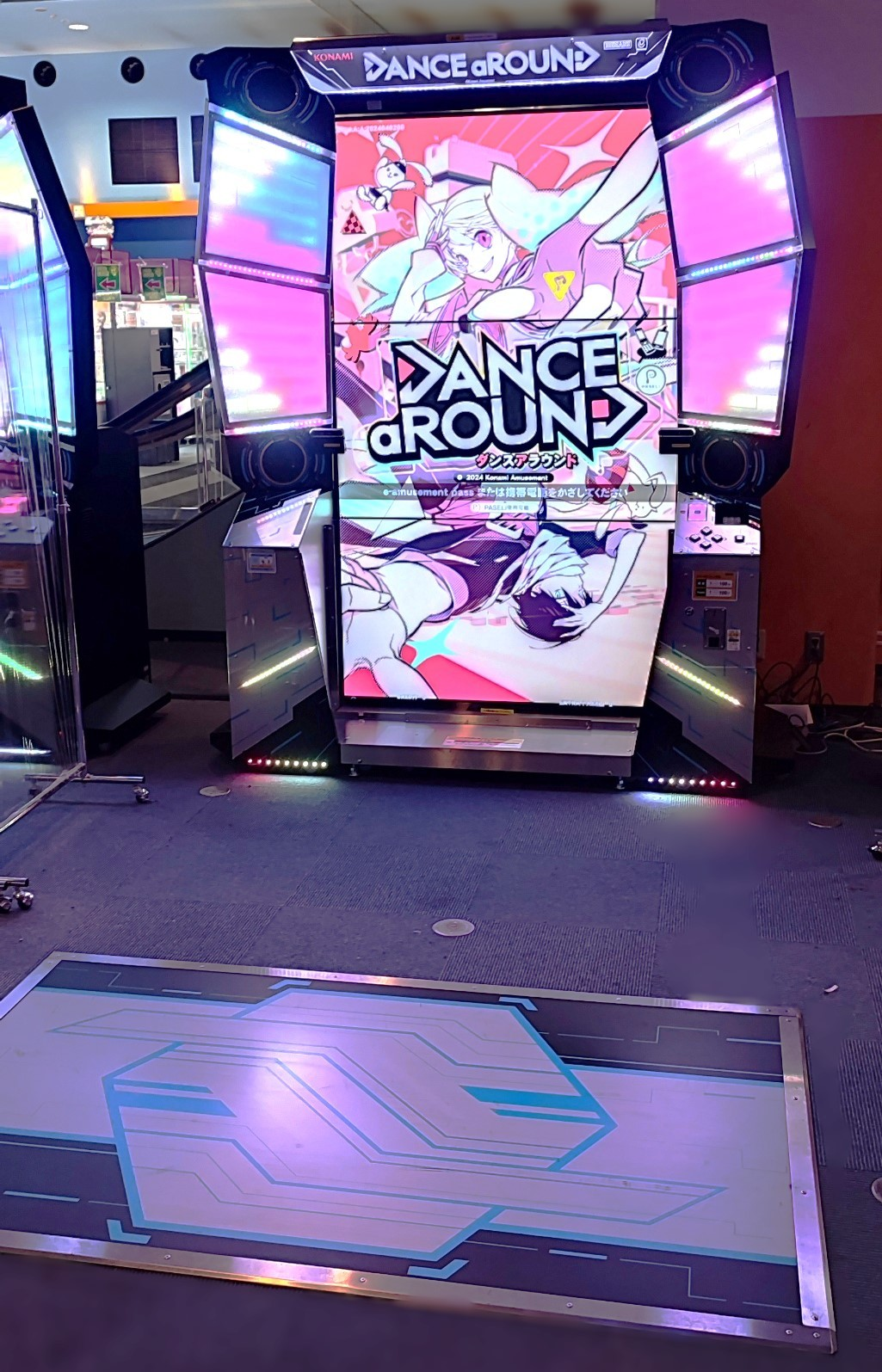
DANCE aROUND 筐体

筐体は横向きの大型モニターを縦に3つ並べ1枚の超大型モニターのようにし、その周囲に電飾、姿勢検知用のカメラが左右に1つずつ、筐体向かって右にテンキー及び方向ボタン、e-amusement pass読み取り部を配置している。筐体の前には立ち位置を示すパネルが置いてあり、その上に立ってダンスを行う。

## 基本ルール
画面上部に「タイムライン」が表示され、そこに現在及び少し先の動きが表示されるので、それに合わせて体を動かす。リピートや左右反転を表すマークが一緒に流れてくる場合もある。
タイムラインより下にはアバターと検知した手足を示すシルエットが表示されており、曲に合わせてその周りに枠もしくは全身のポーズを示すシルエットが出現するので、出現するタイミングで手や足をその枠内へ動かす、またはシルエットと同じポーズをすれば、そのタイミングが判定される。
タイミング判定は上から順にPERFECT、GREAT、GOOD、BADの4種類で、GOOD以上であればCOMBOが加算される。
タイムラインの背景が金色になっている箇所ですべてPERFECT判定を取ると、タイムラインの背景が虹色のハイライトボーナスに突入する。ハイライトボーナス中の判定によってボーナス点が計算され、リザルト画面で加算される。
スコアは120.000点満点。うち100点分が通常の判定、残り20点分がハイライトボーナスになっている。
タイムラインより上にはスコアがVIEWERゲージとして表示されており、曲終了時にスコアが70.000を超えていれば「PASSED」、超えてなければ「FAILURE」となる。ただし「FAILURE」となっても必ず指定曲数遊ぶことができる。
譜面の難易度は下位から順に「BASIC」「ADVANCED」「MASTER」の3種類であるが、全曲にすべての難易度があるわけではなく、MASTERのみ無い楽曲や逆にMASTERしか存在しない楽曲もある。

## ゲームモード
LIGHT
2曲遊ぶことができる。1曲目はLEVEL6までが選択可能。

STANDARD
2曲遊ぶことができる。1曲目からLEVEL制限なく選択可能。2曲ともPASSEDになり、かつ合計スコアが200以上の場合、EXTRA STAGEへ進出できる。

TRAINING
LEVEL制限なく6分間自由に遊ぶことが出来る。楽曲中にスタートボタンを押すことで一時停止メニューが表示され、早戻し/早送り、リトライ、楽曲の変更が可能。
ゲームモードとは別にアバターの表示方法を下記の2つから選択できる。
ノーマルスタイル
画面中央にアバターが表示される。

パフォーマンススタイル
画面中央のアバターが表示されなくなり、検知したプレイヤーの手足を示すシルエットのみが表示される。これを選択すると「モーション保存機能」が使用でき、プレイヤーの動きをアバターが再現した動画をWEBサイトから見ることができる。

## アバター
画面中央に表示されるアバターはオリジナルキャラクターの他に、条件を満たせば以下の外部キャラクターも使用することができる。
ひよこちゃん
日清食品が販売するチキンラーメンのキャラクター。2022年4月27日～9月25日の期間内のみ、無条件で選択可能だった。
2022年8月24日～9月4日の期間、設置店舗で「0秒チキンラーメン」を配布するイベントを実施していた。

初音ミク
VOCALOIDより。2022年8月3日以降無条件で選択可能。
2023年4月26日以降、このアバターを選択するとゲーム内の一部ボイスが初音ミクによるものに変化するようになった。

博麗霊夢
東方Projectより。2023年2月14日以降無条件で選択可能。

霧雨魔理沙
東方Projectより。2023年10月18日以降、e-amusement購買部で利用権を購入することで選択可能。
日向美ビタースイーツ♪ (山形まり花、和泉一舞、春日咲子、芽兎めう、霜月凛)
ひなビタ♪より。2023年12月21日以降、e-amusement購買部で利用権を購入することで選択可能。 5人セットの他、各キャラクターの単体でも販売されている。